# M-100 (cohete)
Cohete sonda soviético de dos etapas y combustible sólido estabilizado mediante aletas.
Se lanzaron 6.640 M-100 entre 1957 y 1990 con fines meteorológicos. El perfil de vuelo típico era un lanzamiento hasta 90 km de altitud con la posterior separación del cono del cohete con la carga útil y su descenso en paracaídas durante 50 minutos, mientras iba registrando datos de temperatura, presión y densidad. El cono también podía ser detectado por radar para medir la dirección e intensidad del viento de manera indirecta por el desplazamiento del mismo.
En los años 1970 se lanzaron cohetes M-100 conjuntamente con cohetes Super Loki-Dart estadounidenses, Skua británicos y Super Arcas franceses con fines de calibración y validación de los datos recogidos para poder crear una red de cohetes meteorológicos mundial.
La fabricación y lanzamiento de cohetes M-100 acabó bruscamente con la caída de la Unión Soviética en 1990.

## Especificaciones
- Carga útil: 15 kg.
- Apogeo: 90 km.
- Masa total: 475 kg.
- Diámetro: 0,25 m.
- Longitud total: 8,34 m.
- Envergadura: 0,66 m.